# Andris Šics
Andris Šics, né le 12 mai 1985 à Sigulda (Lettonie), est un lugeur letton. Il a notamment remporté une médaille d'argent olympique en 2010 en luge double avec son frère Juris Šics et deux médailles de bronze aux Jeux olympiques d'hiver de 2014.

## Palmarès

### Jeux olympiques
- Médaille d'argent en luge double aux Jeux olympiques d'hiver de 2010 de Vancouver
- Médaille de bronze en luge double aux Jeux olympiques d'hiver de 2014 de Sotchi
- Médaille de bronze en relais par équipes aux Jeux olympiques d'hiver de 2014 de Sotchi

### Championnats du monde
- Médaille d'argent par équipes aux Championnats du monde de luge 2016 de Königssee.
- Médaille d'argent par équipes aux Championnats du monde de luge 2020 de Sotchi.
- Médaille d'argent en double sprint aux Championnats du monde de luge 2021 de Königssee.
- Médaille de bronze par équipes aux Championnats du monde de luge 2008 de Oberhof.
- Médaille de bronze par équipes aux Championnats du monde de luge 2009 de Lake Placid.
- Médaille de bronze en double aux Championnats du monde de luge 2011 de Cesena Pariol.
- Médaille de bronze par équipes aux Championnats du monde de luge 2013 de Whistler.
- Médaille de bronze en double aux Championnats du monde de luge 2021 de Königssee.
- Médaille de bronze par équipes aux Championnats du monde de luge 2021 de Königssee.

### Coupe du monde
- Meilleur classement général : 2e en 2021 et 2022.
- 3 petits globe de cristal en individuel : 
  - Vainqueur du classement sprint en 2018, 2020 et 2022.
- 38 podiums en double : 
  - en double : 3 victoires, 8 deuxièmes places et 15 troisièmes places.
  - en sprint : 4 victoires, 5 deuxième place et 3 troisièmes places.
- 21 podiums en relais : 2 victoires, 7 deuxièmes places et 13 troisièmes places.

### Championnats d'Europe
- Médaille d'or par équipe aux Championnats d'Europe de luge 2008 de Cesena.
- Médaille d'or par équipe aux Championnats d'Europe de luge 2010 de Sigulda.
- Médaille d'or en double aux Championnats d'Europe de luge 2021 de Sigulda.
- Médaille d'argent par équipe aux Championnats d'Europe de luge 2014 de Sigulda.
- Médaille d'argent par équipe aux Championnats d'Europe de luge 2016 d'Altenberg.
- Médaille d'argent en double aux Championnats d'Europe de luge 2018 de Sigulda.
- Médaille d'argent par équipe aux Championnats d'Europe de luge 2021 de Sigulda.
- Médaille de bronze par équipe aux Championnats d'Europe de luge 2006 de Winterberg.
- Médaille de bronze en double aux Championnats d'Europe de luge 2015 de Sotchi.
- Médaille de bronze par équipe aux Championnats d'Europe de luge 2015 de Sotchi.
- Médaille de bronze par équipe aux Championnats d'Europe de luge 2017 de Königssee.
- Médaille de bronze par équipe aux Championnats d'Europe de luge 2018 de Sigulda.
- Médaille de bronze par équipe aux Championnats d'Europe de luge 2019 de Oberhof.
- Médaille de bronze en double aux Championnats d'Europe de luge 2019 de Oberhof.
- Médaille de bronze par équipe aux Championnats d'Europe de luge 2020 de Lillehammer.